# Ситроен Ц4 еркрос
Ситроен Ц4 еркрос (фр. Citroën C4 Aircross) је градски кросовер који је производила француска фабрика аутомобила Ситроен од 2012. до 2017. године.

## Историјат
Званично је представљен на салону аутомобила у Женеви марта 2012. године. Заснован је на истој платформи као Мицубиши ASX и Пежо 4008, а развијен је у сарадњи са јапанским произвођачем аутомобила Мицубиши моторсом. Долази као замена за модел Ц-кросер.
Ц4 еркрос комбинује изглед теренца и перформансе путничког возила, са карактеристичним дизајнерским Ситроеновим детаљима. Стандардно је опремљен са седам ваздушних јастука, клима-уређајем, ЦД МП3 радијом и електричним ретровизорима. Виши пакети опреме имају и темпомат, аутоматски клима-уређај, светла за маглу, алу-фелне, затим задњу камеру за паркирање, навигацију, грејање предњих седишта и друго.
Доступан је са петостепеним и шестостепеним мануелним мењачем, као и са CVT мењачем. У понуди су верзије са погоном на предњим точковима и на сва четири точка. Мотори који се уграђују су, бензински мотори од 1.6 (115 КС), 1.8 (139 КС), 2.0 (148 КС) и дизел мотори од 1.6 (115 КС), 1.8 (115 и 150 КС).
Производња Ц4 еркрос се прекида 2017. године и као замена долази нови Ситроенов модел Ц5 еркрос.

## Галерија
- Ситроен Ц4 еркрос
- Ситроен Ц4 еркрос
- Пежо 4008
- Мицубиши ASX